# Haven van Kingston upon Hull

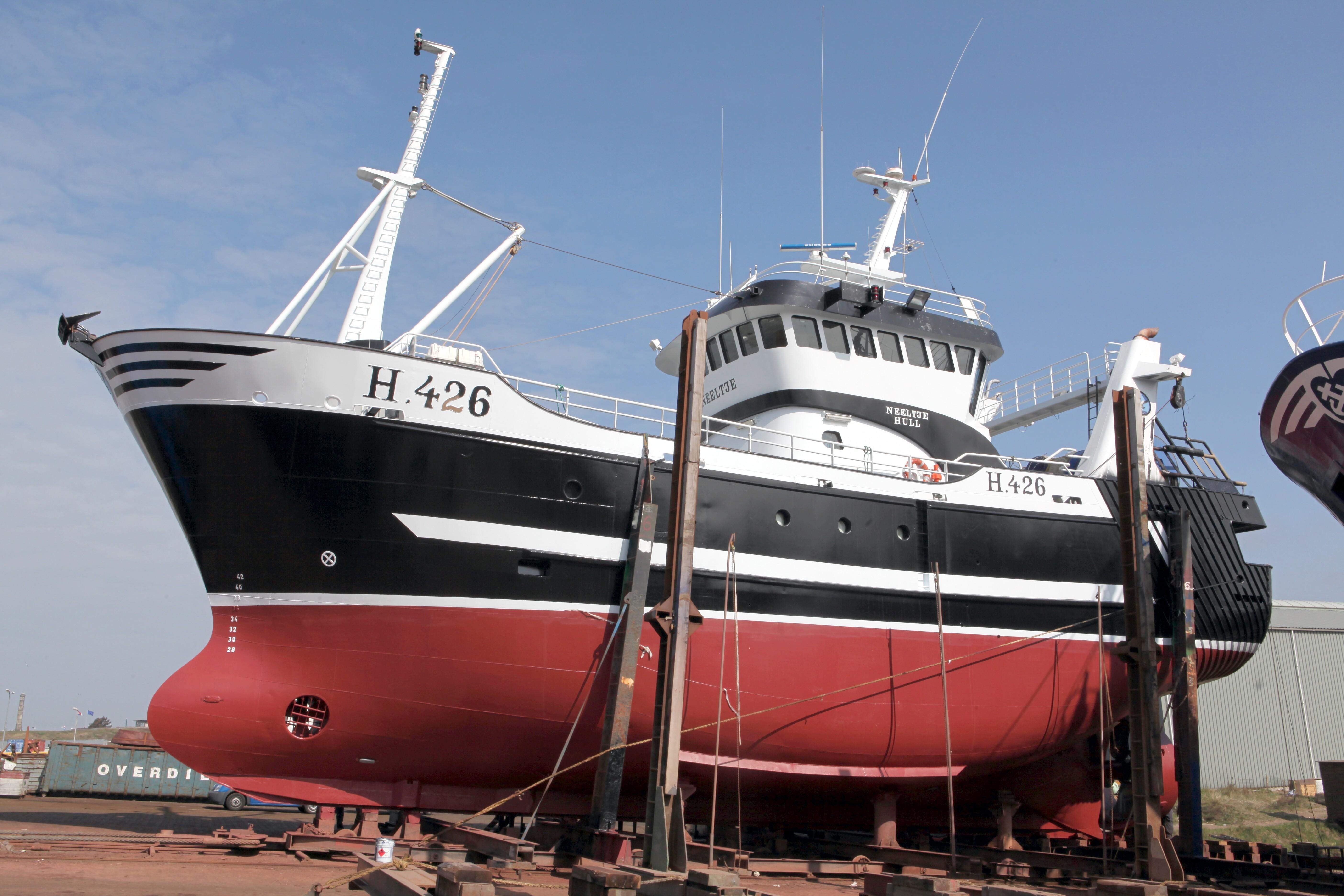
Britse vissers wijzigen dikwijls de naam van het schip niet, om geen ongeluk af te roepen. Dit schip is aan de naam te zien, afkomstig uit Urk

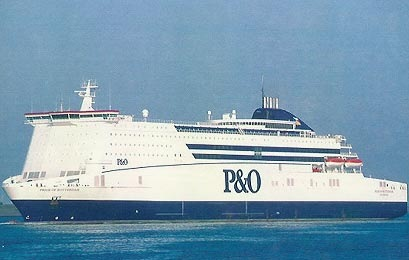
Een ferry tussen Hull en Rotterdam

'De haven van Kingston upon Hull in het graafschap Yorkshire is gelegen aan de monding van de rivier de Humber. Tot aan 1778 bestond de haven uit een gebied aan de rivier de Hull, maar door nieuwe wetgeving werd het lokale bestuur gedwongen nieuwe dokken aan te leggen. De meeste havens zijn aangelegd als dok omdat de schepen anders droog zouden vallen bij eb. Latere ontwikkelingen maakten het mogelijk om lange pieren in de Humber te gebruiken die ook bij laagwater nog voldoende diepgang boden. En door moderne baggertechnieken zijn nu ook diepwaterhavens zonder sluizen mogelijk.
De originele haven en de oudste dokken lagen oorspronkelijk aan de rivier de Hull. De dokken liggen zowel ten oosten als westen van de rivier Hull. De latere dokken zijn verbonden met de rivier de Humber. Alle havenfaciliteiten liggen aan de noordelijke oever van de Humber. In de loop der jaren zijn verschillende dokken uitgegraven en deels weer gedempt.

## De oude havens
Om de havens aan de rivier optimaal te kunnen gebruiken zijn de meeste havens aangelegd achter sluizen. De old harbour was een getijdehaven, en bij eb viel hij deels droog. In oude tijden had de haven van Hull geen formele kade, en hierdoor was het moeilijk voor de overheid om bepaalde importbelastingen te heffen. Dit leidde ertoe dat de haven populair werd voor importeurs.
In 1774 werd in Engeland de Dock Act aangenomen, maar de lokale Hull Corporation en Hull Trinity House weigerden om dokken aan te leggen (vermoedelijk vanwege de toenmalige mazen in de wet m.b.t. het ontbreken van een kade)

### Queens Dock
Maar met de wet in de hand begon de Hull Dock Company met het aanleggen van dokken en als eerste werd Queens Dock aangelegd vanaf 1775 en opening op 22 september 1778. Op dat moment was het het grootste dok in het Koninkrijk en eenvoudigweg The Dock genoemd. Toegang tot het dok was oorspronkelijk via de rivier de Hull, maar later werd dit de (grotere) Humber. In 1854 werd het dok hernoemd van the old dock naar Queens Dock ter ere van het bezoek van de koningin aan Hull. (Het eerste bezoek van een vorst sinds 1642). Queens Dock is ruim 150 jaar in gebruik geweest totdat het in 1930 werd gekocht door de Hull Corporation en vervolgens gedempt. Het heet nu Queens Gardens.

### Humber Dock
In 1790 werd begonnen met de planning voor aanleg van een tweede dok: Humber Dock, naar een ontwerp van John Rennie en William Chapman. De bouwwerkzaamheden begonnen uiteindelijk in 1807 en werd opengesteld voor de scheepvaart in 1809. Een deel van dit dok werd gebruikt door de vissersvloot toen grote hoeveelheden vis werden gevangen in de Noordzee. Uiteindelijk werd het in 1969 buiten gebruik genomen. Later is een deel van het dok opnieuw ontwikkeld en maakt tegenwoordig deel uit van de jachthaven: Hull Marina.

### Princess Dock en Railway Dock
In 1827 werd een begin gemaakt met de constructie van het derde dok en twee jaar later werd Princes Dock in gebruik genomen. Na 139 jaar werd het buiten gebruik genomen en gedempt. Sinds 1991 is het gebied herontwikkeld en bekend als Princes Quay Shopping Area.
In 1846 werd het Railway Dock geopend, dat tevens was aangesloten op het spoornet.
Alle bovenstaande dokken liggen ten westen van de rivier de Hull en staan gezamenlijk bekend als de Old Docks en werden in 1968 / 1969 gesloten voor de scheepvaart. De Humber en Railway dokken zijn momenteel in gebruik als onderdeel van de jachthaven; de overige dokken zijn gedempts.

## Nieuwe havens
De meeste latere havens werden dichter bij de monding van de rivier gebouwd dus ten westen van de Hull rivier. Het eerste dok wat op deze nieuwe locatie werd ontwikkeld was het Victoria Dock dat in 1850 in gebruik werd genomen. Dit dok heeft 120 jaar dienstgedaan en werd in 1970 gesloten. Het gebied werd rond 1988 voor UK£63 miljoen gerenoveerd tot een dockland-village inclusief een kleine jachthaven. Rond 1860 bleek er nog steeds behoefte te bestaan voor meer dokken en in 1869 opende de Prins van Wales Albert-Edward dit nieuwe dok. Later werd dit Koning Edward VII. Ook andere dokken werden in de jaren daarna opgeleverd: St. Andrews Dock en William Wright Dock en na het samenvoegen van de dokken rond 1910 en daarom staat het dok bekend onder de naam Albert and William Wright Dock.
In 1976 werden de gerenoveerde dokken opengesteld voor de vissersvloot, die over de jaren enorm gegroeid was door de zeer productieve visgronden op de Noordzee.

### St. Andrews Dock
St. Andrews Dock werd ten westen van de oorspronkelijke havens gebouwd in 1883 voor algemene scheepvaart. De verwachte handel bleef achter bij de verwachtingen en daarom werd het overgedragen aan de vissersgemeenschap. Het dok werd vernoemd naar de patroon-heilige van de vissers Sint Andrews. De visserijvloot bestond in 1883 uit 420 smacks (zeilboten met een enkele mast)
Dit dok bleef als vissershaven in gebruik tot 1975, toen het werd gesloten wegens de hoge kosten van noodzakelijke renovaties. In 1985 werd de haven gedempt en hernoemd in St. Andrwes Quay.

### Alexandra Dock
De twee maatschappijen die tot dan toe het (wettelijke) monopolie hadden om havens en dokken te exploiteren raakten deze positie rond 1880 kwijt. Spoorwegexploitant Hull and Barnsley Railway Company won de aanbesteding om Alexander Dock te bouwen ten oosten van Victoria Dock. In 1885 werd het dok geopend door de directeur van de spoorwegmaatschappij, die de Prins van Wales en Princes Alexandra (de naamgeefster) verving omdat zij niet in de gelegenheid waren om te komen. In 1899 werd een uitbreiding van dit dok gebouwd. Het Alexandra Dock was het eerste dok dat echt geschikt was voor de grotere vrachtschepen die hun intrede deden met  de komst van stoomschepen. In 1911 bouwde de exploitant (= de spoorwegmaatschappij) een pier in de rivier de Humber. De pier strekt zich 400 voet uit in de rivier en heeft een totale (kade) lengte van 1300 voet. De minimale diepgang bedroeg 18 voet. Via een elektrisch aangedreven lopende band kon per uur tot 600 ton overgeslagen worden van de schepen aan de pier naar de loodsen op het land.
In 1982 werd het dok gesloten voor de scheepvaart maar vanwege de historische waarde van veel van de gebouwen kregen die de status van monument. In 1990 werd het dok heropend voor commercieel gebruik als gevolg van de toegenomen vraag naar havenfaciliteiten en de haven is momenteel nog steeds in gebruik voor verschillende soorten goederen.

### Riverside Quay
In 1907 werd de Riverside Quay (Rivierzijde Kade) ontwikkeld. Er kwam namelijk vraag naar faciliteiten voor het snel kunnen lossen en laden van schepen die bijvoorbeeld bederfelijke waren vervoerden van en naar het vasteland van Europa. Deze schepen vervoerden niet alleen (verse) waren van en naar het vasteland, maar ook passagiers: het was de voorganger van de latere veerdienst op Europa.
Voor het snelle laden en lossen, en ten behoeve van de passagiers werd er een spoorlijn en station aangelegd bij de kade. Deze spoorlijn bood aansluiting op het spoor naar Liverpool en bood zo een verbinding vanuit Europa, via Hull naar Liverpool om aldaar in te schepen op de Ocean Liners naar het nieuwe land en Australië. De originele kade was voornamelijk van hout gebouwd en in 1941 werd alles vernield door een grote uitslaande brand. Pas in 1959 werd de volledig herbouwde kade geopend. De nieuwe, betonnen kade en bijkomende bouwsels hadden een totale lengte van 1065 voet. Daarnaast waren er drie transitloodsen van elk 288 x 82 voet en 9 elektrische portaalkranen.
De waterdiepte was minimaal 19,5 voet bij eb en ruim 40 voet bij vloed. Tevens kwam er een passagiersterminal en douanefaciliteiten.
De oorspronkelijke transitloodsen zijn later verbouwd tot kantoren voor vishandelaren: de kade is nu in gebruik voor de visserij en maakt onderdeel uit van het nieuwe Visserijdok naast de Albert and William Wright Dock.

### King George Dock
In 1914 opende Koning George V en zijn vrouw Koningin Mary het King George Dock. De opening vond plaats 16 jaar na de eerste voorstellen voor de bouw van deze havens. Deze lange ontwikkel-periode was het gevolg van oppositie tegen de plannen. Men was bang dat de bouw van het King George Dock de stroming in de Humber zou beïnvloeden. De havens werden gebouwd door de spoorwegexploitanten North Eastern Railway en Hull and Barnsley en de dokken kregen eerst de bijnaam Joint Docks. Het was het eerste dok in het land dat volledig elektrisch aangedreven was (kranen etc).
De belangrijkste overslag (export) in de beginjaren waren kolen. De nabijgelegen koolmijnen in Derbyshire, Nottinghamshire en Yorkshire waren de belangrijkste leveranciers voor deze kolen. Op het hoogtepunt van de kolenexport had de haven verbinding met 380 kolenmijnen.
In 1919 werd ook een graansilo gebouwd in een inham in het noordwesten van het dok.
Toen de export van kolen begon af te nemen schakelden de kades aan de noordzijde van het dok over op andere goederen zoals wol, vlees, fruit, groenten en andere bederfelijke waren. De kades aan de zuidkant van het dok schakelden over op de overslag van verschillende soorten hout, ertsen, ijzer, koper en staal. Ook sloopijzer en diverse machines werden overgeslagen op de zuidelijke kades.
In de jaren zestig van de 20ste eeuw nam het (passagiers- en vracht)verkeer met het continent snel toe. Dit vereiste een snellere methode van laden en lossen en het concept van roll-on/roll-off werd ontwikkeld. In het oostelijke deel van King George Dock werden nieuwe terminals ontwikkeld die geschikt waren om de grootste schepen die door de sluizen van het dok konden te ontvangen. 
In 1965 werden de eerste roroterminals in gebruik genomen door P&O North Sea Ferries en Noordzee Veerdiensten. Deze joint venture tussen P&O en Nedlloyd (c.q. haar rechtsvoorgangers) begonnen een dagelijkse veerdienst tussen Hull en Rotterdam-Europoort en sinds 1972 ook een tussen Hull en Zeebrugge. In 1966 werd ook een veerdienst op Zweden gestart.
De schepen die North Sea Ferries vanaf 1974 inzette waren precies ontworpen om net door de sluizen van het King George Dock te kunnen en vervolgens de zwaai te maken om met de achterkant van het schip richting de rorobrug aan te leggen. De schepen Norstar en Norland hadden alleen een opening aan de achterzijde van het schip: de boeg kon niet open.
In 2001 werd de ferryterminal verplaatst vanuit het King George V dok naar een roroterminal buiten de sluizen zodat grotere veerboten (zoals de Pride Of Rotterdam) gebruikt kunnen worden. In 2020 werd de beëindiging van de verbinding met Zeebrugge aangekondigd.

### Oliesteigers
In 1914 werden de eerste oliesteigers (oil-jetties) in gebruik genomen bij Salt End op ongeveer 1,5 km vanaf bovenstaande King George Dock. De steigers werden gebruikt voor het ontvangen van olie- en chemicaliëntankers. Door de groei in de handel in deze waren werd in 1928 de tweede steiger aangelegd verder ten westen van steiger 1. Beide steigers bieden een minimale waterdiepte van 40 voet bij alle standen van het getij. In 1958 werd steiger 3 aangelegd, en deze werd gebouwd van gewapend beton. In 1959 werd de vervanger steiger 1 gebouwd, maar nu ook van gewapend beton, en na oplevering werd de oorspronkelijke steiger uit 1914 afgebroken. In 1977 werd ten slotte de steiger uit 1928 vervangen.
Gedurende de jaren ontwikkelde zich een industrieterrein bij deze olie-steigers voor bedrijven in de olie, chemische en (industriële) alcohol sector. Laden en lossen van de tankers aan de steigers geschiedt middels pijpen en sterke pompen tussen de opslagtanks aan land en de afsluiters op de steigers.
Oliefirma BP heeft het gehele complex uitgebreid door vele miljoenen te investeren door de bouw van een installatie voor de verwerking van azijnzuur en ammoniak

### Queen Elisabeth Dock
Het laatste dok dat ontwikkeld is is de Queen Elisabeth Dock.De bouw van dit dok begon in 1968 en het werd in gebruik genomen in 1969. Het werd geopend door de naamgeefster. Vervolgens opende prinses Anne in 1971 de containerterminal die onderdeel uitmaakt van dit dok.